# Ferdinand Sarrien
Ferdinand Sarrien, né le 15 octobre 1840 à Bourbon-Lancy (Saône-et-Loire) et mort le 28 novembre 1915 à Paris, est un avocat et homme politique français.

## Biographie
Jean Marie Ferdinand Sarrien est né le 15 octobre 1840 à Bourbon-Lancy. Son père est tanneur à Bourbon-Lancy. Après des études de droit, il devient avocat. Pendant la guerre franco-prussienne de 1870, il se fait remarquer et est même décoré. Membre du parti républicain, il devient maire de sa ville natale en octobre 1871. En 1873, il est cependant révoqué par le cabinet monarchiste du duc de Broglie.
En 1876, Sarrien, candidat dans l'arrondissement de Charolles, est élu député de Saône-et-Loire. Il siège aux côtés des radicaux. Il devient très vite l'un des piliers de ce parti. Il est réélu en 1877, 1881, 1885, 1889, 1893, 1898, 1902, 1906. En mai 1877, il est l'un des signataires du manifeste des 363. Dès 1885, il participe au gouvernement et obtient à plusieurs reprises les portefeuilles de l'Intérieur et de la Justice. Il est ainsi Garde des Sceaux au cours de l'affaire Dreyfus.
Radical modéré, Sarrien évite de se compromettre avec la politique combiste, ce qui lui vaut la sympathie des modérés du centre.
Après la chute de Combes (janvier 1905) et le passage de Rouvier au pouvoir (janvier 1905- mars 1906), le président Armand Fallières décide de le nommer président du Conseil puisque ce personnage, effacé mais influent, est capable de rassembler les différentes forces du centre et du parti radical.
Sarrien constitue un gouvernement dans lequel il nomme Léon Bourgeois ministre des Affaires étrangères, Raymond Poincaré aux Finances et  Aristide Briand au sulfureux ministère des Cultes et surtout parvient à faire entrer au gouvernement Clemenceau, qui reçoit le portefeuille de l'Intérieur et aurait répondu à Sarrien formant son gouvernement et lui proposant des rafraîchissements, lui demandait : - Que prenez-vous ? - Moi ? L'Intérieur.
Clemenceau, qui se considérait comme le véritable chef du gouvernement, ne cachait d'ailleurs pas son mépris pour le président du Conseil ("Ça rien ? Tout un programme !"). De fait, la qualité de cette équipe et sa forte personnalité et celle de Briand éclipsent bien vite Sarrien.
Briand parvient à régler les suites de la loi de 1905, et "Le Tigre" qui fait face à d'importants mouvements sociaux, réprime très sévèrement la grande grève des mineurs du Nord, n'hésitant pas à utiliser la troupe pour disperser les ouvriers. Le ministère "enterre" également l'affaire Dreyfus : le 13 juillet 1906, Alfred Dreyfus est réintégré dans l'armée au rang de chef d'escadron, tandis que le 4 juin 1908 les cendres de Zola sont transférées au Panthéon « pour cet acte d'une conscience noble, courageux, qui a honoré son temps et son pays » (Clemenceau évoquant le célèbre J'accuse au Sénat, le 11 décembre 1906).
Les élections de mai 1906 sont un succès pour la majorité. Les Français ont dans l'ensemble été rassurés par la répression du mouvement ouvrier.
Peu après, le 10 juillet, la Chambre vote une loi instituant le repos hebdomadaire obligatoire; cette initiative, inspirée par Clemenceau, accélère sa marche vers le pouvoir.
Usé par la maladie  (il souffre d'entérite chronique) Sarrien démissionne le 17 octobre 1906 et laisse le champ libre à Clemenceau.
Devenu sénateur en 1908, il meurt à Paris (7e) le 28 novembre 1915.

## Détail des mandats et fonctions

### Au gouvernement
- 6 avril 1885 – 29 décembre 1885 : ministre des Postes et Télégraphes, dans le gouvernement Henri Brisson (1)
- 7 janvier 1886 – 3 décembre 1886 : ministre de l'Intérieur, dans le gouvernement Charles de Freycinet (3)
- 11 décembre 1886 – 17 mai 1887 : garde des Sceaux, ministre de la Justice, dans le gouvernement René Goblet
- 12 décembre 1887 – 30 mars 1888 : ministre de l'Intérieur, dans le gouvernement Pierre Tirard (1)
- 30 mars 1896 – 29 avril 1896 : ministre de l'Intérieur dans le gouvernement Léon Bourgeois
- 26 juin 1898 – 1er novembre 1898 : garde des Sceaux, ministre de la Justice et ministre des Cultes dans le gouvernement Henri Brisson (2)
- 14 mars 1906 – 20 octobre 1906 : président du Conseil (gouvernement Ferdinand Sarrien)

### Au Parlement
- à partir de 1876 : député (gauche radicale) de Saône-et-Loire
- à partir de 1908 : sénateur de Saône-et-Loire

### Au niveau local
- Président du conseil général de Saône-et-Loire

## Décorations
- Chevalier de la Légion d'honneur en 1871